# Susan Thorsgaard
Susan Torp Thorsgaard, född den 13 oktober 1988 i Aarhus i Danmark är en inte längre aktiv dansk handbollsspelare som spelar som mittsexa.

## Karriär
Susan Thorsgaard började spela handboll som 9-åring i Brabrand IF. Då hon var 18 år gick hon till Silkeborg Voel KFUM och stannade där i två år. Efter två år i den klubben blev det spel för Ikast FS som föreningen då hette, senare FC Midtjylland och nu Herning Ikast. Efter att ha fött barn 2017 och åter blivit gravid 2018 var Susan Thorsgaard bara fjärdevalet i Odense och Jan Pytlic, tränare i Odense, uttryckte att det vore bra om hon kunde finna en ny klubb. Susan Thorsgaard hade svårt att finna en sådan och hennes kontrakt med Odense gick inte ut förrän 2019. Efter 2019 avslutade hon sin handbollskarriär.

### Landslagskarriär
Susan Thorsgaard gjorde landslagsdebut 23 november mot Norge i en dansk förlust 20-26. Hon har spelat 131 landskamper och lagt 216 mål i danska landslaget. Hon har deltagit i EM 2008, 2010, 2012 och EM 2014. Hon var också med i VM 2011 och VM 2013. Thorsgaard vann vid VM 2013 en bronsmedalj med Danmark. Sommaren 2012 spelade hon i OS i London. Hon var inte med vid hemma-VM 2015 och sin sista match i landslaget spelade hon i mars 2015.